# Caso Buenos Aires Ajusco
El Caso Buenos Aires Ajusco se refiere a una serie de hechos ocurridos en 1997 relacionados con la brutalidad policial, la desaparición forzada, la tortura y el asesinato de jóvenes a manos de elementos de grupos especiales de la entonces Secretaría de Seguridad Pública del Distrito Federal (SSP-DF) —hoy Secretaría de Seguridad Ciudadana—, la policía de la Ciudad de México. Por el caso fueron encarcelados distintos miembros de esa corporación.

## Contexto
El caso ocurrió en una crisis de seguridad pública en la Ciudad de México, derivada de diversos factores, entre los que se cuenta la crisis económica de México de 1994. El entonces Distrito Federal se convirtió en la entidad más insegura de todo el país, teniendo a 1995 como uno de los años con uno de los mayores repuntes en el número de delitos. Cifras oficiales de la fiscalía capitalina indican un alza del 40 por ciento de delitos denunciados de 1990 a 1994, pero un repunte del 45 de 1994 a 1995. Uno de los delitos con mayores repuntes fue el robo de autos, que pasó de 80 autos robados a diario a 160. El descenso en la inseguridad en la Ciudad de México ocurriría a partir del año 2000.
La crisis de seguridad motivó el entonces presidente Ernesto Zedillo, a ordenar al Regente del Distrito Federal, Óscar Espinosa Villarreal, que fueran militares del Ejército Mexicano quienes tomaran los mandos de la propia policía y sus principales cuerpos. En algunas zonas de la ciudad, como Iztapalapa, la seguridad pública se delegó —sin ningún tipo de marco jurídico de por medio— por completo a los militares en tanto la SSP-DF era entrenada por los soldados para asumir sus funciones. En dicha transferencia se reportaron episodios de brutalidad policial, operativos y detenciones arbitrarias, en tanto la ciudadanía asimilaba la presencia militar a cambio de mejorar la situación. Dicho panorama llevó a enfrentamientos abiertos entre policías y soldados.
Otra de las políticas ordenadas por la SSP-DF en respuesta a la inseguridad fue la participación de dos cuerpos de élite en operativos a zonas específicas delictivas, el Grupo Especial de Disuasión Jaguares y el Grupo Especial de Intervención Zorros. Las zonas de las colonias Doctores y Buenos Aires han existido sitos dedicados a la venta de autopartes robadas, por lo que el día de los hechos elementos del Grupo Zorros realizaban operativos de inteligencia vestidos de civil con el fin de obtener información sobre la operación en esas colonias, en tanto Jaguares del Agrupamiento Sagitario realizaban labores de vigilancia en zonas conflictivas llamadas «presencia» en esas zonas y otras de la alcaldía Cuauhtémoc las colonias Obrera, Escandón, Roma Sur, Roma Norte y Condesa.
Al momento de los hechos el secretario de Seguridad Pública de la capital mexicana era Enrique Salgado Cordero, general de división del Ejército Mexicano; José Lamberto Ponce Lara, general brigadier, estaba al mando de Grupo Fuerza de Tarea Zorros y Moctezuma llhuicamina Zepeda Ramírez, con grado de teniente coronel del ejército, como jefe del Grupo Especial de Disuasión Jaguares. Asimismo Lorenzo Thomas era el procurador (fiscal) de la ciudad.

## Hechos
El 8 de septiembre de 1997 se reporta que entre 20 y 40 elementos del Grupo Zorros vestidos de civil y entre 20 y 40 más de Grupo Jaguares salieron de una base en Balbuena a bordo de distintos vehículos, entre ellos, un camión de Ruta 100 pintado de gris.

## Consecuencias
El 9 de septiembre son localizados los cuerpos de Juan Carlos Romero Peralta, Daniel Colín Enciso y Óscar Iván Mora Lecea en la zona de Real de Minas, alcaldìa Tláhuac. Son registrados signos de tortura en los cadáveres y un disparo por arma de fuego en el cráneo. La base del Grupo Zorros se localizaba en Avenida Leandro Valle y Piraña, colonia del Mar, también en Tláhuac. Testigos de la zona observan a policías haber llegado a la zona en un auto blanco, y escucharon disparos.
El 29 de septiembre son localizados los restos de Ángel Leal Alonso, Carlos Alberto López Inés y Román Morales Acevedo en la carretera Picacho-Ajusco.
El 24 de septiembre de 1997 la organización Amnistía Internacional se dijo «extremadamente preocupada» por la desaparición forzada y la ejecución extrajudicial de los seis jóvenes. Llama a Ernesto Zedillo y al gobierno mexicano a presentar con vida a los jóvenes desaparecidos así como a castigar a los culpables de la muerte de Daniel Colín Enciso, Oscar Iván Mora y Juan Carlos Romero. Igualmente reporta que vecinos de la colonia Buenos Aires tienen rumores que los tres jóvenes aún desaparecidos a esa fecha, Ángel Leal Alonso, Román Morales Acevedo y Carlos Alberto López Inés, podrían estar detenidos sin debido proceso en el Campo Militar Número Uno. La organización denuncia que el 13 de septiembre previo, tres periodistas que investigaban el caso reportaron haber sido amenazados de muerte so pena de dejar el caso.

## Víctimas
Localizados en la zona de las minas de Tláhuac:
- Juan Carlos Romero Peralta (17 años)
- Daniel Colín Enciso (21 años)
- Óscar Iván Mora Lecea (27 años)

Localizados en la zona del Ajusco:
- Ángel Leal Alonso
- Carlos Alberto López Inés
- Román Morales Acevedo

## Perpetradores
Según los procesos jurídicos y la Comisión de los Derechos Humanos de la Ciudad de México, en las acciones participaron los policías:
- Eleazar Armando Pérez Zavala
- Óscar Manuel Bazán Figueroa
- José Pedro Pasarán Hernández
- Guillermo Macedo Mata
- Óscar Palacios Flores
- Agustín Luna Ramírez
- Joel Calvó Ramírez
- Rita Becerra López
- Alfredo Medrano García